# 안다만땃쥐
안다만땃쥐(Crocidura andamanensis)는 땃쥐과에 속하는 포유류의 일종이다. 인도의 토착종이다. 몸길이 약 114mm, 꼬리길이 약80mm이다. 등 쪽은 갈색 빛을 머금은 푸르스름한 회색이고 배 쪽은 연한 갈색이다. 발은 노르스름한 갈색이고 꼬리와 귀는 짙은 갈색이다. 숲 바닥에 낙엽이 많은 곳이나 바위의 갈라진 틈에 보금자리를 만들며, 열대 습윤한 낙엽활엽수림 및 상록활엽수림에 서식한다. 또한 야행성이다.